# 1938 a filmművészetben

## Események
- március 4. – A német birodalmi propagandaminiszter, Joseph Goebbels az UFA fővárosában, a Berlin melletti Babelsbergben lerakja a német Filmakadémia alapkövét. Az akadémiai terv szerint a „nemzetszolcializmus szellemében alkotó filmművészetet” óhajtja szolgálni.
- május 29. – Magyarországon kihirdetik a XV. törvénycikket, az első zsidótörvényt. A filmművészeti kamarának csak 6%-nyi zsidó tagja lehet.
- augusztus – Joseph Brown Mattheus amerikai politikus, a május 26-án tartott az „Amerika ellenes tevékenység” kivizsgálására alapított kongresszusi bizottság tagja, a kommunizmus támogatásával vádolja Shirley Temple 10 éves színésznőt. A Bizottság a „Temple-ügy” nyomán nevetségessé válik.
- Megjelenik a forgatható kameraállvány.

## Sikerfilmek
- Radio City Revels, főszereplő Jack Oakie és Ann Miller

## Magyar filmek
- Balogh Béla – Azurexpress
- Szlatinay Sándor – Beszállásolás
- Keleti Márton – Borcsa Amerikában, Nehéz apának lenni, Te csak pipálj, Ladányi!
- Gertler Viktor – Cifra nyomorúság, A leányvári boszorkány, Elcserélt ember
- Vajda László – Döntő pillanat
- Gaál Béla – Érik a búzakalász, János vitéz
- György István – Fehérvári huszárok
- Vajda László – Fekete Gyémántok
- Ráthonyi Ákos – Gyimesi vadvirág, A hölgy egy kissé bogaras, Megvédtem egy asszonyt
- Kalmár László – Nincsenek véletlenek
- György István – Az örök titok
- Vaszary János – Papucshős
- Vajda László – Péntek Rézi
- Mártonffy Emil – Pillanatnyi pénzzavar
- Pásztor Béla – A piros bugyelláris
- Csepreghy Béla – A pusztai királykisasszony
- Martonffy Emil – Rozmaring
- Bolváry Géza – Süt a nap
- Csepreghy Jenő – Szegény gazdagok
- Bolváry Géza – Tiszavirág
- Rátjhonyi Ákos – Tizenhárom kislány mosolyog az égre
- Csepreghy Jenő – Uz Bence
- Pásztor Béla – Vadrózsa
- Báky József – A Varieté csillaga
- Rodriguez Endre – Varjú a toronyórán

## Díjak, fesztiválok
Oscar-díj (március 10.)
- Film: Zola élete
- Rendező: Leo McCarey – Kár volt hazudni
- Férfi főszereplő: Spencer Tracy – A bátrak kapitánya
- Női főszereplő: Luise Rainer – Édes anyaföld

Velencei Nemzetközi Filmfesztivál (június 1–9.)
- Filmek: Berlini Olimpia – Leni Riefenstahl és Luciano Serra pilóta – Goffredo Alessandrini
- Férfi főszereplő: Leslie Howard – Pygmalion
- Női főszereplő: Norma Shearer – Marie Antoinette

## Filmbemutatók
- Robin Hood kalandjai, főszereplő Errol Flynn és Olivia de Havilland
- A jégmezők lovagja, rendező Szergej Mihajlovics Eisenstein, főszereplő Nyikolaj Cserkaszov
- Alexander's Ragtime Band, főszereplő Tyrone Power, Don Ameche, Alice Faye
- The Amazing Dr. Clitterhouse, főszereplő Edward G. Robinson
- Angels with Dirty Faces, főszereplő James Cagney és Pat O’Brien
- Blockheads, főszereplő Stan Laurel és Oliver Hardy
- Bluebeard's Eighth Wife, főszereplő Gary Cooper
- Fiúk városa (Boys Town), főszereplő Spencer Tracy és Mickey Rooney
- Bringing Up Baby, főszereplő Cary Grant és Katharine Hepburn
- A Christmas Carol, főszereplő Reginald Owen
- The Citadel, főszereplő Robert Donat és Rosalind Russell; rendező King Vidor
- The Dawn Patrol, főszereplő Errol Flynn
- A válóperes leány (The Divorce of Lady X), rendező Tim Whelan, producer Korda Sándor, főszereplő Laurence Olivier
- Riadó Indiában (The Drum), rendező Zoltan Korda, főszereplő Sabu
- Four Daughters, főszereplő Claude Rains
- A szerelem beleszól (Holiday), rendező George Cukor, főszereplő Katharine Hepburn és Cary Grant
- Jezabel, főszereplő Bette Davis
- A pék felesége (La femme du boulanger), rendező Marcel Pagnol
- Londoni randevú (The Lady Vanishes), főszereplő Michael Redgrave és Margaret Lockwood; rendező Alfred Hitchcock
- Pygmalion, rendező Anthony Asquith, főszereplő Leslie Howard
- Rebecca of Sunnybrook Farm, főszereplő Shirley Temple
- Room Service, főszereplő Marx fivérek
- Tell Your Children, (also known as Reefer Madness)
- Test Pilot, főszereplő Clark Gable és Myrna Loy
- Ködös utak, rendező Marcel Carné
- Külvárosi szálloda (Hôtel du Nord), rendező Marcel Carné
- Állat az emberben, Jean Renoir
- A nagy keringő (The Great Waltz), rendező Julien Duvivier
- Flotta a víz alatt (Submarine Patrol), rendező John Ford
- Ultimátum (Ultimatum), rendező Robert Wiene
- Ingovány (fr: Le Voleur de femmes, it: Ladro di donne), rendező Abel Gance
- Gibraltár (Gibraltar), rendező Fedor Ozep
- Suez (Suez), rendező Allan Dwan
- Színészbejáró (Entrée des artistes), rendező Marc Allégret
- Hajnali esküvő (Four's a Crowd), rendező Kertész Mihály
- Vágyakozás ( Nostalgie), rendező Victor Tourjansky
- Perzselő szerelem (Adrienne Lecouvreur), rendező Marcel L’Herbier
- Rasputin, a fekete cár (La Tragédie impériale), rendező Marcel L’Herbier
- Hét tenger kikötője (Port of Seven Seas), rendező James Whale
- Café de Paris, rendező Yves Mirande és Georges Lacombe
- Kivándorlók (Gateway), rendező Alfred L. Werker
- Leányvágyak (The Sisters), rendező Anatole Litvak
- Fiúk városa (Boys Town), rendező Norman Taurog
- A kísértés órája (The Shining Hour), rendező Frank Borzage
- Így élni jó (You Can't Take It with You), rendező Frank Capra

## Rövidfilmsorozatok
- Buster Keaton (1917–1941)
- Our Gang (1922–1944)
- Laurel and Hardy (1926–1940)
- The Three Stooges (1935–1959)

## Rajzfilmsorozatok
- Krazy Kat (1925–1940)
- Oswald the Lucky Rabbit (1927–1938)
- Mickey egér (1928–1953)
- Silly Symphonies (1929–1939)
- Screen Songs (1929–1938)
- Bolondos dallamok (1930–1969)
- Terrytoons (1930–1964)
- Merrie Melodies (1931–1969)
- Scrappy (1931–1941)
- Betty Boop (1932–1939)
- Popeye, a tengerész (1933–1957)
- Happy Harmonies (1934–1938)
- Color Rhapsodies (1934–1949)
- Donald kacsa (1937–1956)
- Walter Lantz Cartunes (a.k.a. New Universal Cartoons or Cartune Comedies) (1938–1942)
- The Captain and the Kids (1938–1939)

## Születések
- január 14. – Jack Jones, énekes, színész
- február 13. – Oliver Reed, színész († 1999)
- február 18. – Szabó István, filmrendező
- február 23. – Diane Varsi, színésznő († 1992)
- április 15. – Claudia Cardinale, olasz színésznő
- április 17. – Pérette Pradier, francia színésznő
- május 10. – Marina Vlady, orosz származású francia színésznő
- július 8. – Koncz Gábor, színész
- július 18. – Paul Verhoeven, filmrendező
- szeptember 23. – Romy Schneider, osztrák színésznő († 1982)
- november 13. – Jean Seberg, színésznő († 1979)

## Halálozások
- január 21. – Georges Méliès francia filmrendező
- július 17. – Robert Wiene, német filmrendező
- augusztus 4. – Pearl White, amerikai némafilm színész
- augusztus 6. – Warner Oland, svéd színész
- december 28. – Florence Lawrence, Hollywood első sztárja